# Raschvella

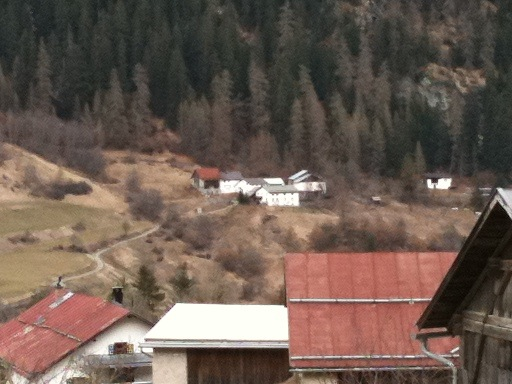
Raschvella von Seraplana aus gesehen

Raschvella ([rɐʃˈvɛlɐ]ⓘ) ist ein Weiler im Unterengadin (Graubünden/Schweiz).
Bis Ende 2012 war Raschvella neben Vnà, Seraplana und dem Hauptdorf eine der vier Fraktionen der Unterengadiner Gemeinde Ramosch. Seit 1. Januar 2013 gehört Raschvella zur Gemeinde Valsot.

## Lage und Infrastruktur
Raschvella liegt auf 1150 m auf der rechten Seite des Inn. Der Weiler besteht aus fünf Häusern und aus Stallungen. Raschvella ist seit etwa 1995 wieder ganzjährig bewohnt und hat 5 Einwohner. 1957 war ein Haus bewohnt. Noch sind in Raschvella die Ruinen alter Häuser sichtbar. Die bestehenden Häuser werden hingegen gepflegt und unterhalten. Zwei davon sind ganzjährig bewohnt.
Ursprünglich führte die Hauptdurchgangsstrasse des Engadins durch die Siedlung. Im 18. Jahrhundert wurde die Hauptstrasse auf die gegenseitige Talseite verlegt. Die zum Dorf führende Strasse wird im Winter nach Schneefällen geräumt. Die Räumung obliegt der Gemeinde Valsot. Bei Lawinengefahr wird die Strasse für jeglichen Durchgang (auch Fussgänger) gesperrt.
Die Einwohner von Raschvella sind nicht am öffentlichen Wassernetz angeschlossen und müssen daher die Quellfassung selber finanzieren und unterhalten.

## Steinschlag
Am 30. Juli 2009 zerstörte ein herabstürzender, 8 Tonnen schwerer Felsen Teile eines Wohnhauses und eines Stalls und verursachte einen Sachschaden von 50'000 Schweizer Franken.
Zu Zeiten, als im Engadin massiv Holz für die Salinen in Hall in Tirol geschlagen wurde, gab es auch in Raschvella fast keinen Wald mehr. Dadurch erhöhte sich die Gefahr des Steinschlags massiv. Die Einwohner bauten folglich oberhalb des Dorfes von Hand immense Schutzmauern aus Stein, die die Gefahr des Steinschlags bannten. Diese Schutzwälle sind heute noch gut sichtbar. Mittlerweile sind sie mit Schutt und Steinen gefüllt und haben sich der steilen Landschaft angepasst. Trotzdem bremsen sie nach wie vor herabrollendes Material. Der Wald ist mittlerweile wieder üppig gewachsen und ist gesund.

## Flora und Fauna
Um das Dorf Raschvella hat sich Flora und Fauna fast ungestört entwickeln können. Es gab wenig Einschnitte in die Natur, wenig Belastung durch Wanderer, Radfahrer und Pilzesammler. Praktisch alle Wildarten kommen vor.
In Raschvella ist, neben vielen Orchideen-Arten, unter anderem auch das Alpenheilglöckchen (Primula matthioli), beheimatet.

## Geologie
Unterhalb der Häuser befindet sich etwa 4 – 6 m Schutt-, Geschiebe und Muhrenmaterial aus der Eiszeit. Darunter massives, trockenes Gestein bis weit unter das Niveau des Inns. Unter den Häusern fliesst – zeitverzögert nach grösseren Regenfällen – ein kleiner unterirdischer Bach. Die Wiesen unterhalb des Dorfes sind darum auch in trockenen Zeiten recht feucht.